# Georges Bizet
Georges Bizet, nato Alexandre-César-Léopold Bizet (Parigi, 25 ottobre 1838 – Bougival, 3 giugno 1875), è stato un compositore e pianista francese.
Considerato come uno dei più grandi musicisti francesi insieme a Claude Debussy e a Maurice Ravel, dopo una lunga serie di insuccessi, ha ottenuto un riconoscimento tardivo grazie alla sua opera più famosa, Carmen, applaudita come capolavoro solo sei mesi dopo la sua prematura morte e diventata una delle opere più rappresentate al mondo.

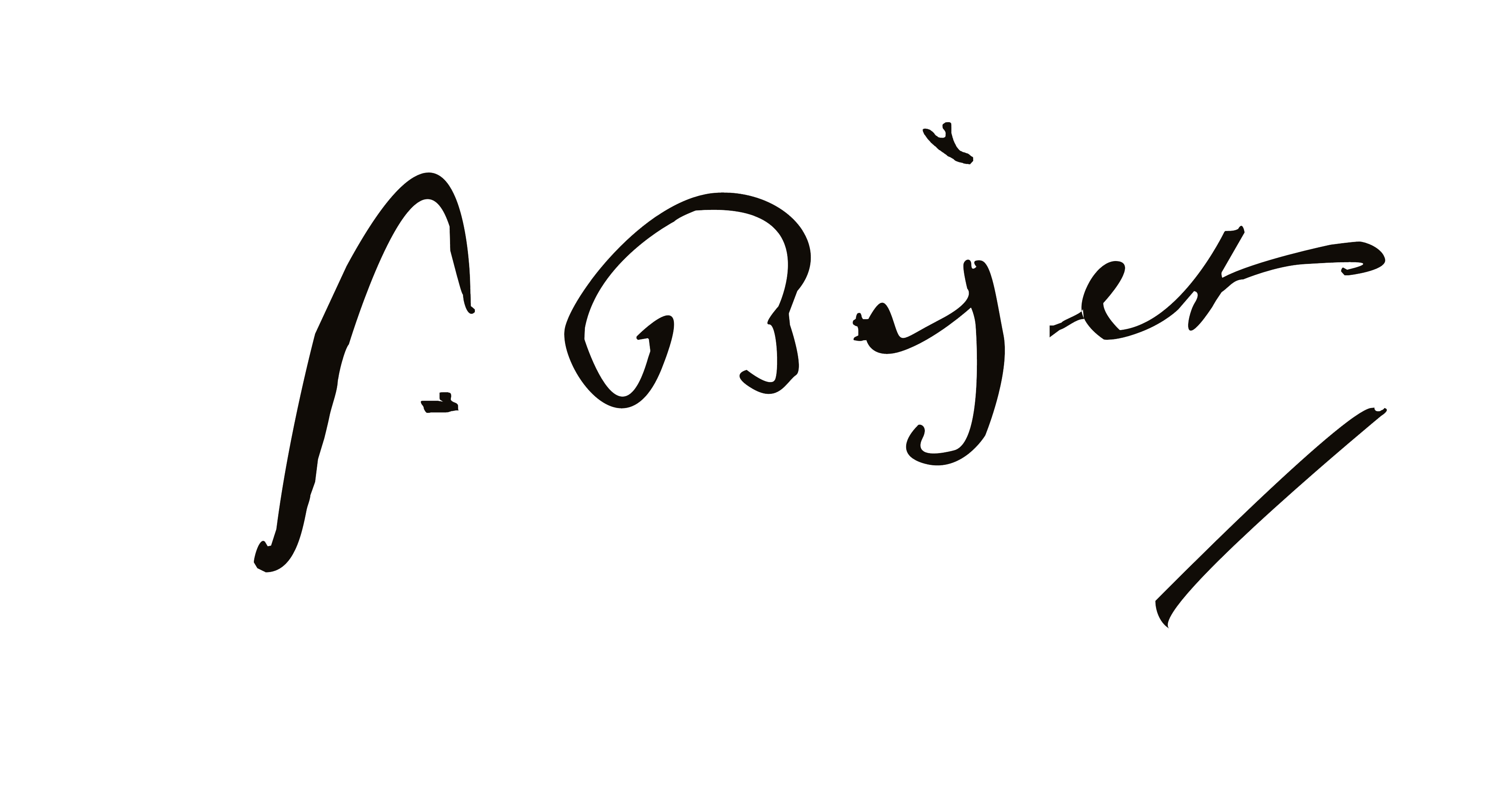
La firma di Georges Bizet.

## Biografia

### La formazione

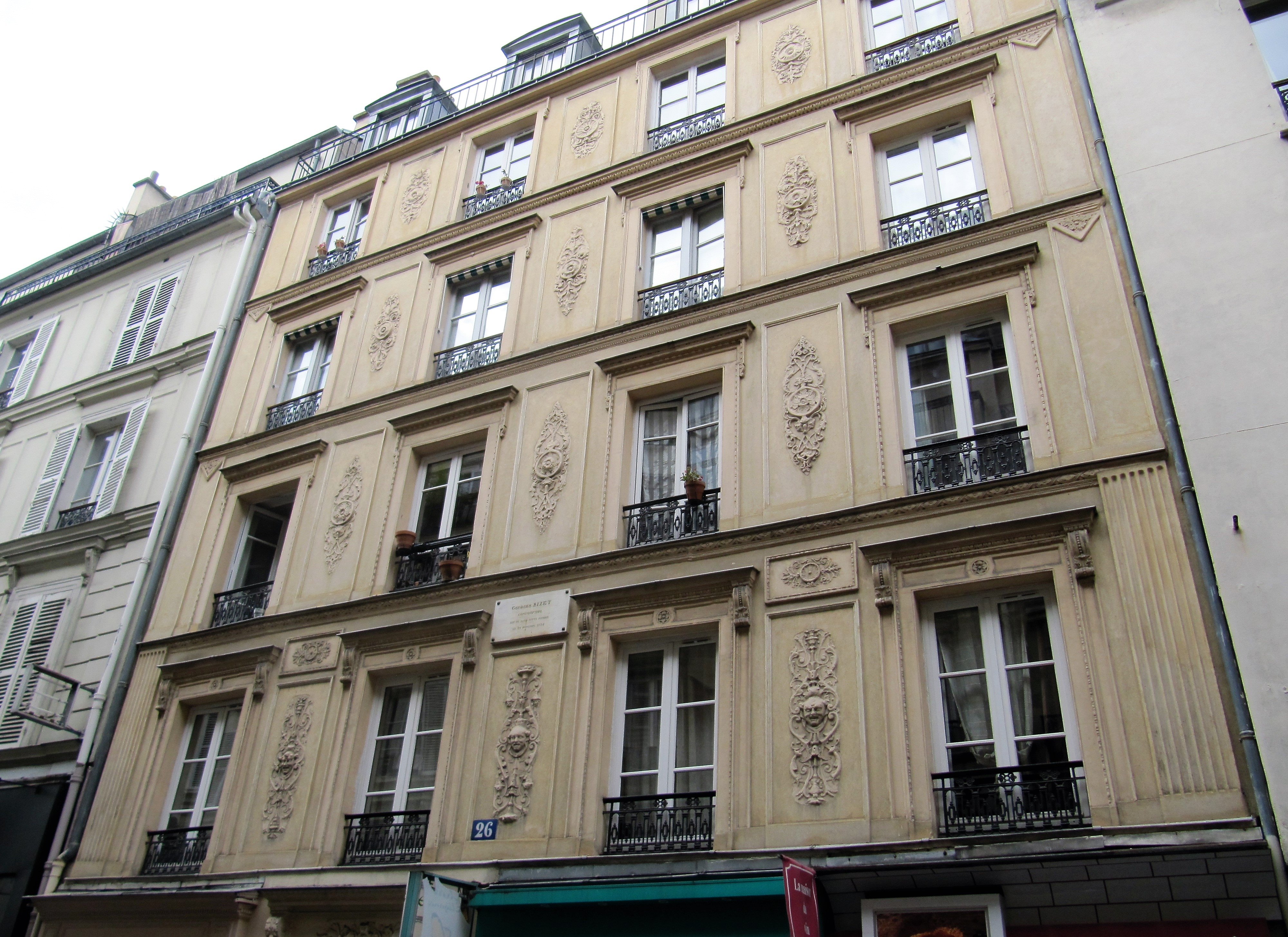
Casa natale di Georges Bizet in rue Louise-Émilie-de-la-Tour-d'Auvergne a Parigi

Bizet   trascorre l'infanzia in un ambiente economicamente modesto ma musicalmente vivo: il padre Adolphe e lo zio François Delsarte esercitano la professione di maestro di canto, la zia Charlotte Delsarte, un'ex allieva di Cherubini, insegna solfeggio al Conservatorio, la madre Aimée, una buona pianista. Pur rivelando subito una prodigiosa memoria e una grande facilità nella lettura a prima vista, tuttavia, il piccolo Bizet sembra attratto più dalla letteratura e dalle arti figurative che dalla musica.
A nove anni inizia a prendere lezioni da Antoine-François Marmontel e nel 1848 entra al Conservatorio di Parigi, dove studia composizione e fuga con Pierre-Joseph-Guillaume Zimmermann e, dopo la morte del maestro (1853), con Jacques Fromental Halévy (suo futuro suocero e zio del librettista di Carmen). È allievo anche di Charles Gounod, che spesso sostituì Zimmermann, con il quale instaura ben presto un rapporto di stima e collaborazione professionale destinato a durare nel tempo: anche se criticherà taluni atteggiamenti del maestro, Bizet non riuscirà mai a sottrarsi alla sua influenza.
Fra le composizioni del giovane allievo spicca la Sinfonia in do maggiore (1855), che egli non renderà mai pubblica: l'autografo sarà ritrovato solo nel 1933 e la prima esecuzione, nel 1935, sarà una vera rivelazione, soprattutto per la straordinaria freschezza melodica, più italiana che francese: qualità che caratterizzerà anche in futuro i suoi lavori migliori.

### Il Prix de Rome
Si avvicina il momento di uscire dall'ambiente del Conservatorio e di misurare le proprie forze in un concorso che costituisce una sorta di passaggio obbligato per i giovani artisti francesi del tempo: il Prix de Rome. Fallito il primo tentativo di vincere l'ambito premio, Bizet invia a un concorso bandito da Jacques Offenbach un'operina buffa, briosa e spontanea: Le docteur Miracle, su testo di Ludovic Halévy e Léon Battu. 
La giuria, quanto mai prestigiosa, è composta da personalità quali Auber, Thomas, Gounod e Scribe. 
Il primo premio viene assegnato ex aequo a Bizet e a Charles Lecocq e le due operine vanno in scena nell'aprile del 1857 al Théâtre des Bouffes-Parisiens dirette da Offenbach. 
Il buon successo introduce il giovane compositore nei salotti mondani della Parigi musicale: Bizet frequenta le riunioni del venerdì sera organizzate da Offenbach e quelle del sabato sera nella bella casa di Rossini, che ha per lui parole di lode e incoraggiamento, e vi incontra alcuni protagonisti della vita musicale parigina come Franz Liszt e Camille Saint-Saëns. Nello stesso anno affronta per la seconda volta il Prix de Rome e ottiene il massimo dei voti con 
la cantata d'obbligo Clovis et Clotilde, che viene eseguita con successo nell'ottobre 1857.
Non ancora ventenne, Bizet parte per Roma. Il regolamento del Prix assegna ai vincitori una pensione quinquennale, chiedendo in cambio la presentazione di una o più composizioni all'anno, gli envoies, strutturati secondo regole ben precise. A Villa Medici, sede dell'Accademia di Francia a Roma, dopo un breve periodo di spaesamento, il giovane compositore si ambienta felicemente e, grazie al successo ottenuto come pianista, si introduce nei salotti della buona società capitolina. È forse questo il periodo più sereno e felice della sua breve vita: nemmeno le prime avvisaglie della malattia che tormenterà tutta la sua esistenza – una brutta forma di angina pectoris – riescono a turbarlo.
Bizet sceglie per il suo primo envoi un libretto sulla falsariga del Don Pasquale di Donizetti: Don Procopio. Anche se la commissione giudica positivamente il lavoro, il giovane autore confessa a Gounod i propri dubbi e la propria insicurezza, un sentimento che lo accompagnerà tutta la vita. Quale secondo envoi, scartata l'idea di una sinfonia e di un'opera religiosa, spedisce a Parigi un'ode sinfonica, Vasco de Gama.

### Il ritorno a Parigi
Nel settembre del 1860 Bizet torna a Parigi. Già da tempo ha espresso il desiderio di vivere da solo, ma ora le gravissime condizioni di salute della madre glielo impediscono. Nella primavera del 1861 assiste alla scandalosa prima parigina del Tannhäuser di Wagner e si schiera con gli entusiastici estimatori del tanto discusso compositore tedesco. Nonostante il giudizio estremamente positivo di Liszt sulle sue doti di pianista, Bizet persiste nel rifiuto di intraprendere la carriera di concertista, caldeggiata dalla madre. Per il terzo e il quarto envoi compone alcune opere strumentali – andate perdute come molti altri suoi lavori – e un'opéra-comique: La Guzla de l'Émir.
Il 1862 è un anno difficile: dopo gli anni di Roma, così ricchi di stimoli e speranze, la ripresa della vita parigina si rivela povera di novità e sostanzialmente deludente. Profondamente abbattuto e assillato da gravi difficoltà economiche, Bizet è costretto a scrivere all'editore Choudens: «Prometto che farò qualsiasi cosa – polke, ballabili, quadriglie, correzione di bozze, trascrizioni firmate e non firmate». Mentre lavora con scarsissimo entusiasmo alla vasta partitura di Ivan IV, un Grand-opéra in cinque atti che gli era stato affidato da Gounod, il direttore del Théâtre Lyrique, Léon Carvalho, gli commissiona, per l'autunno del 1863, un'opera di ambiente esotico, Les Pêcheurs de perles; il lavoro viene accolto con discreto favore dal pubblico nonostante un libretto assurdo e scombinato. La critica è però divisa e i numerosi detrattori accusano il compositore di enfasi e patetismo e si scagliano contro le «bizzarrie armoniche» e gli «effetti violenti degni della nuova Scuola Italiana». Fra le poche voci favorevoli vi sono quelle di Hector Berlioz e Ludovic Halévy. Dopo diciotto repliche quest'opera, melodicamente generosa e timbricamente suggestiva, viene tolta dal cartellone: rivedrà le scene solo dopo la morte del suo autore.
Bizet è costretto a guadagnarsi da vivere dando lezioni private e svolgendo lavori onerosi e sgradevoli (trascrizioni per pianoforte, letture di spartiti, arrangiamenti) e a comporre opere di poco conto. Svanita la speranza di rappresentare Ivan IV al Théâtre Lyrique e falliti i contatti con l'Opéra, è colto da una profonda depressione e da quella mania di persecuzione che lo accompagnerà per il resto della vita. Per isolarsi si rifugia spesso in campagna, in una villetta fatta costruire dal padre.
Nel 1866 una provvidenziale commissione di Carvalho – l'invito a scrivere un'opera tratta da un romanzo di Walter Scott, La jolie fille de Perth – risolleva lo sfiduciato artista. Nonostante il pessimo libretto, Bizet compone la nuova partitura velocemente (i suoi lavori migliori saranno sempre scritti in fretta, senza dubbi o esitazioni) e contemporaneamente scrive una serie di mélodies per voce e pianoforte, tra le quali spicca Les adieux de l'hostesse arabe. La nuova opera va in scena il 26 dicembre 1867 con successo, ma la critica lamenta la presenza di un certo «wagnerismo». A quest'accusa, più volte ingiustamente mossa al compositore francese e, in generale, ai giovani musicisti del tempo, Bizet risponde in maniera alquanto radicale: «S'intende che se mi rendessi conto di imitare Wagner, non scriverei più una nota in vita mia, e questo malgrado la mia ammirazione per lui. L'imitazione è una cosa da sciocchi: è molto meglio scrivere brutta musica propria, che brutta musica rifatta sullo stile di altri. E più il modello è bello, più l'imitazione è ridicola».

### Il matrimonio con Geneviève Halévy
Nell'estate del 1867 l'eclettico musicista inizia a collaborare con la «Revue Nationale et Etrangère». Le sue critiche musicali, piene di ardimento e di schiettezza, rivelano autentiche doti letterarie, confermate dagli epistolari. Nell'autunno la sua vita privata giunge a una svolta fondamentale, Georges incontra una «ragazza adorabile», Geneviève Halévy, secondogenita del suo ex insegnante. L'ostilità della famiglia della ragazza (che vede in lui un bohémien, un artista senza avvenire), i frequenti attacchi di angina pectoris e la continua lotta per sopravvivere e lavorare in un ambiente corrotto e infido sono all'origine della profonda crisi spirituale che colpisce il compositore e di quello scetticismo disincantato che diverrà una costante del suo pensiero.
La sua musica registra i segni della crisi e del cambiamento: ne La coupe du Roi de Thulé (di cui ci sono pervenuti solo alcuni frammenti), compare per la prima volta, nel personaggio di Mirra, quell'immagine di femme fatale che sarà al centro dei suoi lavori più celebri e maturi: L'Arlésienne e Carmen.
Finalmente, nel giugno del 1869, Bizet ottiene il consenso a sposare Geneviève, che gli darà un figlio, Jacques. Ma l'unione, iniziata felicemente, si deteriorerà ben presto a causa dell'instabilità mentale della ragazza, gravata da una funesta tara familiare. Sommerso dagli obblighi familiari, Bizet attraversa un periodo professionalmente dispersivo: i progetti si accavallano e sovente sfumano nel nulla, lo scoppio della guerra franco-prussiana del 1870 e l'insurrezione della Comune nel marzo del 1871 lo sconvolgono: decide di schierarsi contro i rivoluzionari (come la maggior parte degli intellettuali e artisti francesi dell'epoca), arruolandosi nella Guardia nazionale e passando quattro mesi di assedio tra privazioni e difficoltà. Dopo la spietata e orribile repressione della Comune, Bizet si dichiara a disposizione del nuovo governo, ma viene praticamente messo alla porta. Accoglie comunque con entusiasmo la proclamazione della Terza Repubblica, ma si allontana da Parigi per rifugiarsi in campagna a Le Vésinet. Alla fine della guerra, cioè sempre nel 1871, compone una delle opere più belle del repertorio pianistico a quattro mani: la serie di dodici pezzi Jeux d'enfants, da cui ricava una suite per orchestra, e nell'estate scrive rapidamente, su invito dell'Opéra-Comique, un'opera in un atto, Djamileh, tratta dal poema amoroso di Alfred de Musset Namouna. L'esito della prima (22 maggio 1872) non fu soddisfacente e, nonostante la suggestione delle esotiche invenzioni musicali, la nuova opera avrà solo undici repliche raccogliendo soprattutto critiche negative. Ma questa volta il musicista sente di aver trovato la strada giusta: sta per iniziare la sua ultima, fertile stagione creativa.

### Le musiche di scena perL'Arlésiennedi Daudet
Il 1872 è un anno felice: il 10 luglio Geneviève dà alla luce Jacques, l'unico figlio della coppia, e Carvalho – che dopo il fallimento del Théâtre Lyrique dirige il Théâtre du Vaudeville – commissiona a Bizet le musiche di scena per un dramma di Alphonse Daudet: L'Arlésienne. La collaborazione fra il poeta e il musicista si rivela subito felice sia sul piano artistico che su quello umano: per la prima volta Bizet ha a che fare con un testo di grande valore e con una vicenda che lo emoziona per la sua autentica drammaticità. L'esito della prima (1º ottobre 1872) però delude le aspettative dei due artisti. Messa in scena all'ultimo momento in sostituzione di un altro lavoro, L'Arlésienne viene eseguita davanti ad un pubblico mal disposto e chiacchierone. Bizet ricava dalla sfortunata partitura una suite per grande orchestra, che ottiene un grande successo nel novembre dello stesso anno. Una seconda Suite sarà compilata, dopo la morte del compositore, da Ernest Guiraud.

### Gli ultimi anni:Carmen

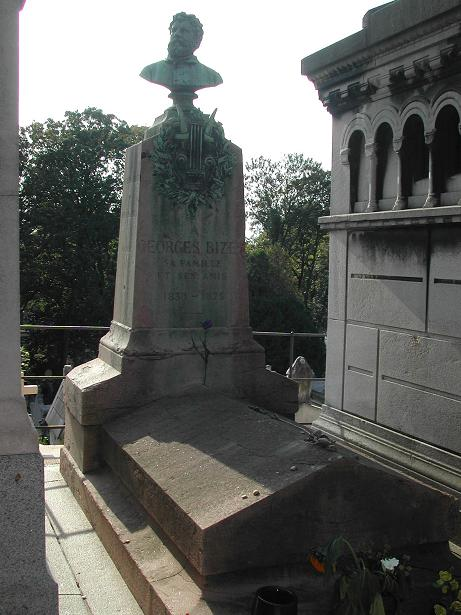
Tomba di Georges Bizet al Cimitero di Père-Lachaise

Tra il 1873 e il 1875 Bizet lavora alla Carmen, il suo capolavoro, opera affascinante per la ricchezza dell'invenzione musicale, il melodismo morbido e sensuale, la duttilità dell'armonia, la leggerezza delle danze e degli elementi folklorici. Un'opera che avrà fra i suoi più entusiastici ammiratori Friedrich Nietzsche, Pëtr Il'ič Čajkovskij, Giacomo Puccini, Johannes Brahms e più tardi il giovane Sigmund Freud.
Ma il soggetto, tratto da una novella di Prosper Mérimée e ambientato nella Spagna degli zingari e dei toreri, suscita un forte scandalo e all'esito deludente della "prima" (3 marzo 1875) fa seguito la reazione aspra e violenta della stampa. Il fragile sistema nervoso di Bizet ne è profondamente turbato. Ad aggravare la situazione sopravviene un violento attacco di angina con crisi di soffocamento, tanto che il trentasettenne compositore è costretto su una sedia a rotelle. Il 28 maggio 1875 parte con Geneviève per Bougival dove, rinfrancato da un paio di giorni di tranquille passeggiate, si concede un bagno nel fiume: un'imprudenza che gli provoca un accesso di febbre reumatica e una crisi cardiaca. Il 2 giugno la crisi pare superata. La sera all'Opéra-Comique va in scena la trentatreesima replica di Carmen; nella notte Bizet muore (3 giugno 1875). Sulle cause del decesso la famiglia fornisce versioni contrastanti: non è stato mai chiaro se Bizet sia morto di un attacco di cuore, di angina o se la grave depressione l'abbia portato al suicidio.
I funerali si svolsero il 5 giugno a Parigi, nella Chiesa della Sainte-Trinité a Montmartre, alla presenza di quattromila persone tra cui molti compositori quali Massenet, Gounod e Thomas. Célestine Galli-Mariè, quando seppe della morte del compositore, ebbe un malore, ma riuscì a cantare la stessa sera la replica della Carmen. Il musicista venne sepolto al Cimitero di Père-Lachaise, durante la cerimonia Gounod pronunciò l'orazione funebre.

## Personalità artistica
Scorrendo il catalogo dei lavori di Bizet – diviso in opere teatrali, composizioni per orchestra, per pianoforte, da camera e vocali – si è colpiti dal fatto che molti di essi sono rimasti allo stadio di progetto, e che parecchi di quelli finiti non sono mai stati eseguiti o sono rimasti inediti. L'analisi musicologica è ancora lontana dal chiarire molti dubbi e interrogativi sulle opere del musicista, sul suo singolare eclettismo e soprattutto sulla discontinuità della sua evoluzione artistica.
Per esorcizzare le sue paure, Bizet cercò spesso il consenso e la simpatia del pubblico seguendo strade e modelli non congeniali alla sua natura (il grand-opéra, le composizioni dai toni epici) o subì l'influenza di musicisti dalla personalità poco spiccata o comunque lontana dalla sua, come nel caso di Gounod. Solo alla fine della sua breve vita egli seppe trovare il suo autentico linguaggio in quelli che sono unanimemente giudicati i suoi capolavori teatrali: L'Arlésienne e Carmen. In queste due partiture emergono le caratteristiche salienti della sua arte: un'arte chiara, incisiva sia nella resa drammatica che nei valori puramente musicali.
Sul piano prettamente musicale le opere di Bizet rivelano la presenza di una ricca, spontanea vena melodica e un'assoluta padronanza della tavolozza orchestrale: i toni leggeri e trasparenti dello strumentale, fondendosi con i ritmi sinuosi e le squisite armonie, evocano in modo vivo e palpabile atmosfere esotiche e ambienti popolareschi, senza mai cadere nel descrittivismo e nella maniera. Richard Strauss raccomandava ai suoi allievi: «Se volete imparare la strumentazione non studiate le partiture di Wagner ma quella di Carmen. Che meravigliosa economia, ogni nota e ogni pausa sono al posto giusto.»
Pur senza essere un rivoluzionario, Bizet fu a suo modo un innovatore e contribuì in modo decisivo all'evoluzione del teatro d'opera europeo, di quello francese e italiano soprattutto. In particolar modo con Carmen, anche in virtù del soggetto atto a stimolare quelle che furono sempre le sue emozioni più autentiche, egli seppe infondere in un genere languente come l'opéra-comique una vitalità nuova. E che questo risultato sia stato raggiunto senza rinunciare a quel rigore stilistico, acquisito nei lunghi anni di apprendistato giovanile, è un altro merito che va riconosciuto a questo musicista elegante e geniale, capace di conquistare l'animo dell'ascoltatore più ingenuo e contemporaneamente di incantare l'intellettuale e il musicista più raffinato.

## Opere teatrali
Tra parentesi la data della prima rappresentazione
- La maison du docteur (s.d.) opéra-comique
- Le docteur Miracle (1857) operetta
- Don Procopio (1859) opera buffa
- L'amour peintre (1860) (progetto incompiuto, forse distrutta dall'autore) opéra-comique (da Molière)
- Ivan IV (1864) opera lirica
- La guzla de l'Émir (1862) (forse distrutta dall'autore) opéra-comique
- Les Pêcheurs de perles (1863) opera lirica
- La bella fanciulla di Perth (1867) opera lirica
- La Coupe du Roi de Thulé (1868-1869) (incompiuta e parzialmente perduta) opera lirica
- Sol-si-ré-pif-pan (1872) (incompiuta, forse distrutta) operetta
- Djamileh (1872) opéra-comique
- L'Arlésienne (1872) musiche di scena per il dramma di Alphonse Daudet
- Don Rodrigue (1873) (incompiuta) opera lirica
- Carmen (1875) opéra-comique

## Composizioni per orchestra
Tra parentesi la data di composizione
- Ouverture in La minore (ca. 1855)
- Sinfonia in Do maggiore (1855)
- Sinfonia (1859, due versioni entrambe distrutte dall'autore)
- Scherzo e Marche funèbre in Fa minore (1860-61)
- La Chasse d'Ossian, ouverture (1861, perduta)
- Roma, Sinfonia in Do maggiore (1860-68, rivista nel 1871)
- Marche funèbre in Si minore (1868-69)
- Petite suite (versione orchestrale di 5 pezzi di Jeux d'enfants per pianoforte a 4 mani, 1871)
- L'Arlèsienne, suite dalle musiche di scena per il dramma di Daudet (1872 - la suite n. 2 è di Ernest Guiraud e include un pezzo da La Jolie fille de Perth)
- Patrie, ouverture (1873)

## Composizioni per pianoforte
Tra parentesi la data di composizione
- Valse in Do maggiore (op. giovanile)
- Thème brillant in Do maggiore (op. giovanile)
- Romance sans paroles in Do maggiore (op. giovanile)
- Caprice original n. 1 in Do diesis minore (1851)
- Caprice original n. 2 in Do maggiore (1851)
- Méditation religieuse in Do maggiore (1852)
- Romance sans paroles in Do maggiore (1852)
- Casilda polka-mazurka in Do maggiore (1852)
- Grande valse de concert in Mi bemolle maggiore (1854)
- Nocturne in Fa maggiore (1854)
- Trois esquisses musicales (1858 ? - originariamente per harmonium)
- Chasse fantastique (1865 ?)
- Chants du Rhin, 6 pezzi ispirati a poesie di Joseph Méry (1865)
- Marine (La chanson du matelot, souvenir d'Ischia) (1868)
- Variations chromatiques de concert (1868)
- Nocturne in Re maggiore (1868)
- Promenade au clair de lune, Causerie sentimentale, Troisième danse (1868)
- Jeux d'enfants, 12 pezzi per pianoforte a 4 mani (1871)